# Jordan Holmes
Jordan Thomas Holmes (* 8. Mai 1997 in Sydney) ist ein australischer Fußballtorhüter, der aus der Jugendakademie des AFC Bournemouth entstammte.

## Karriere

### Verein
Jordan Holmes spielte seit seiner Jugend in Australien für Rockdale City Suns, Sydney United und am New South Wales Institute of Sport. Im Sommer 2013 wechselte Holmes in die Jugendakademie des AFC Bournemouth nach England. In der Saison 2015/16 absolviert er Spiele für die U-21 und stand im Kader der Profimannschaft für die Spiele im Ligapokal gegen den FC Liverpool und in der Premier League gegen den FC Southampton. Von November bis Dezember 2015 war er an den FC Weymouth verliehen. Im weiteren Verlauf der Saison war er hinter Artur Boruc, Ryan Allsop und Adam Federici vierter Torwart, kam als Kapitän aber in der U-23 zum Einsatz. In der Saison 2016/17 war er in der U-21 aktiv. Von Januar bis Juni 2017 hütete er das Tor Leihweise bei Eastbourne Borough. Ab Sommer 2017 wieder in der U-23 von Bournemouth. In der Spielzeit 2018/19 wurde er hinter Asmir Begović und Artur Boruc zum dritten Torwart. Im Januar 2019 wechselte Holmes per Leihe für sechs Monate in die Scottish Premiership zum FC St. Mirren.
Zum Ende der Saison 2018/19 stellte ihn der AFC Bournemouth frei. Ende August 2019 fand er dann beim englischen Fünftligisten Ebbsfleet United zunächst für einen Monat und danach bis zum Abschluss der Spielzeit 2019/20 eine neue sportliche Heimat.

### Nationalmannschaft
Jordan Holmes spielt in der Australischen U-23-Nationalmannschaft.